# クリスティーナ・グリミー
クリスティーナ・ヴィクトリア・グリミー（Christina Victoria Grimmie, 1994年3月12日 - 2016年6月10日）は、アメリカ合衆国のシンガーソングライター、YouTuber。「The Voice」への出演と、様々なヒット曲のカバーでよく知られる。2011年6月にデビューEP「Find Me」をリリースした。2012年6月には他人のカバーを止めて、オリジナル曲を書き始めたいと記者に語った。
2014年にクリスティーナはNBCのテレビオーディション番組「The Voice」シーズン6に出演し、3位に輝いた。番組で彼女を指導したアダム・レヴィーンは、フィナーレで結果に関係なく自身のレーベル、222レコードで歌わせることを発表した。ジャスティン・ビーバーとリル・ウェインも同様に番組で彼女をサポートし、リル・ウェインは自身のレーベル、ヤング・マネー・エンターテインメントとの契約を申し出た。彼女は最終的にアイランド・レコードと契約したが、間もなく契約を解除した。
2016年6月10日、クリスティーナはフロリダ州オーランドでビフォー・ユー・エグジットとのコンサート終了後、彼女の熱狂的なファンの男性によって銃撃され危篤状態で病院へ搬送。しかし、数時間後に死亡が発表された。享年22。また、犯人の男はクリスティーナを撃ったその場で自殺した。

## 生い立ち
クリスティーナはニュージャージー州マールトンで育ち、バプテスト・リージョナル小学校、チェロキー高等学校を卒業。彼女はイタリア系およびルーマニア系であった。父親は彼女が6歳の時に歌の才能に気付き、10歳でピアノを始めた。多くのビデオやインタビューで彼女はクリスチャンであると公言している。2010年は学校に通わず自宅で学習した。

## 経歴

### 2009年～2010年：YouTubeで見出され注目をされ始める
2009年、15歳の時に動画共有サイトYouTubeの自身のアカウントで初めて動画を投稿。
その動画はハンナ・モンタナの"Don't Wanna Be Torn"だった。
2009年の夏に投稿したマイリー・サイラスの "Party in the U.S.A."のカバーが認識され始めた。
2010年に、同じくYouTubeにて自身のカバーソングを投稿し有名になっていたSam Tsuiとデュエットしたネリーの"Just a Dream"は、1億4千700万回の視聴数を記録している。
初めて動画を投稿してから2013年4月28日までに3億7千500万回の視聴数を記録。200万人以上が彼女のアカウントをフォローしていた。それは、彼女がYouTubeにおいて、もっともフォロワー数が多い歌手歴代4位という驚異的なものだった。
また、MyYouTube competitionにおいては、セレーナ・ゴメスに次ぐ2位に輝き、リアーナやニッキー・ミナージュ、ジャスティン・ビーバーなどを凌いだ。
YouTubeでの人気が高まるにつれて、セレーナ・ゴメスの母、マンディーに才能を見出され、夫のブライアンはすぐに彼女のマネージャーになる決断をした。

### 2011年：Find Me
2011年には国際連合児童基金のチャリティーコンサートに参加し、セレーナ・ゴメス＆ザ・シーンのバックコーラスを担当した。その後、YouTubeの人気アーティストに特化したライブDigiTourに登場し、Billboard Social 50にもランクインした。
また、セレーナ・ゴメスオールスターウィークエンドジョナス・ブラザーズのコンサートの前座を務めた。
彼女にとってセレーナ・ゴメスはメンターとなり、ライブに同行し、セレーナ・ゴメス&ザ・シーンのウィー・オウン・ザ・ナイトツアーのツアーにも参加した。
2011年6月14日にデビューEP「Find Me」をリリースした。

### 2012年～2013年：With Love
2012年1月に、彼女は自身のキャリアをさらに追うためロサンゼルスに引っ越した。4月上旬にはクリエイティヴ・アーティスツ・エージェンシーと契約を交わし、インターネット上でテレビ番組などを配信しているDisney.comで「Power Up: with Christina Grimmie」というウェブショーにおいて、2012年3月29日から6月5日までの約2ヶ月間主演を務めた。
また、ニュージャージー州にある彼女と同郷からデビューした新鋭ティーンバンド「Rising Tide」と仕事をするなど精力的に活動を続けた。
2013年には、セレーナ・ゴメスのツアーStars Dance Tourで前座を行い、2013年8月6日にリリースされた2枚目のアルバムからWith Loveを披露した。
同年10月3日には、ミュージックビデオ「Tell My Mama」がビルボードにて取り上げられた。彼女はこのミュージックビデオについて「これは男の子が学校に通うのが好きになりだした歌なの。彼はちょっと危険な子で、私はお母さんにすべてを話さないと気がすまない女の子だったの」と語った。

### 2014年：The Voice
彼女のFacebookアカウントにて、NBCのテレビオーディション番組「The Voice」シーズン6のオーディションを受けることを明らかにした。
最初のステージでマイリー・サイラスのヒットソング "Wrecking Ball"を披露し、アダム・レヴィーン、アッシャー、シャキーラ、ブレイク・シェルトンの4人全員が、彼女のコーチに名乗りを上げた。クリスティーナは4人の中からアダム・レヴィーンを番組でのコーチに選び、ファイナルまで勝ち進み、最終的に彼女は3位の座に輝いた。

### 2014年～2016年：The Voiceの後、メジャーレーベルからのデビュー
同番組でコーチを務めたアダム・レヴィーンは彼のレーベル、222レコードとの契約を強く望んでいたが、リル・ウェインも同様に彼女に興味を抱いており、自身のレーベルヤング・マネー・エンターテインメントとの契約を申し出た。最終的に彼女はアイランド・レコードと契約をすることを決断した。
2014年6月4日にスタートした「The Voice Summer Tour」では、「The Voice」のシーズン1〜6までの優勝者やファイナリストたちとツアーを行い、彼女の3枚目のアルバム（メジャーレーベルとの契約では初のアルバム）のために曲を書き、レコーディングを始めた。
先行シングルは7月に発売される予定だったが延期になってしまい、7月4日にミュージックビデオの撮影が開始されると、自身のFacebookで報告した。
7月11日、自身のFacebookにて、最新シングルのタイトルは「Must Be Love」だと発表した。
2015年3月4日、アイランド・レコードとの契約を解除したことを発表したグリミーは、2015年の終わり頃にリリース予定の新アルバムの製作をしている事も明らかにした。
そのアルバムから1枚目のシングルとして、「Cliché」が3月16日にリリースされ、4月27日には2枚目のシングル「Stay With Me」、7月2日には3枚目のシングル「Shrug」をリリースした。
9月には、チャリティーソング「Love Song to the Earth"」を歌う16人の国際的な歌手としてポール・マッカートニーと共に選ばれ、レコーディングに参加した。
2016年2月16日、2枚目のEP「Side A」がリリースされた。
2016年の終わり頃には、フルアルバムをリリースしたいという抱負も語っている。
2016年10月7日から全米公開された映画「The Matchbreaker」にも出演をしている。

## 彼女の歌声と影響を受けた人物
３オクターブ＋３音という広音域を持ち、「The Voice」」にゲスト出演したアッシャーは「“ベビー”セリーヌ・ディオン」と称賛し、グラハム・ナッシュは「彼女の広い音域の絶妙なコントロールについて、20歳とは思えない」とコメントした。
彼女は幼い頃からクリスチャン歌手のステイシー・オリコの曲を好んでよく聴いており、「彼女は凄い声の持ち主で、興味を引かれたの。魂のこもったような私の歌声は、彼女の歌を聴きながら育ったからだわ。すごい影響を受けている。彼女のように歌を奏でたり、彼女が作るような曲を作りたいの。」と発言している。
また、彼女はクリスティーナ・アギレラや、ビヨンセを引き合いに出し、彼女たちの事も尊敬し、声の出し方や歌い方の影響を受けている」と発言している。
好きな音楽ジャンルはダブステップとDJ音楽、メタリカ、パンテラ、アイアン・メイデン、トゥールなどのロックンロールやヘヴィメタルである。

## 射殺
2016年6月10日金曜日、クリスティーナはフロリダ州オーランドのプラザ・ライブでのコンサート終了後、サイン会の席上で両手を大きく広げハグを行なおうとしたところを3回銃撃された。現場に居合わせた彼女の兄が犯人にタックルしたが、犯人は銃で自殺した。クリスティーナは危篤状態で病院に搬送されたが、翌11日に死亡が確認された。
犯人が自殺したため真の動機は判明していないが、警察の調査によるところ彼はクリスティーナの熱狂的なファンであり、彼女を「運命の人」と信じ込み本気で結婚をするつもりでいた。しかし彼の同僚の話やクリスティーナのインスタグラムなどで彼女に恋人がいることが分かり、愛情が憎しみに変わってしまい、無理心中という強烈な結びつきですべてを完結しようとしたと考えられている。
ニュースを受けて「The Voice」は「言葉がありません。私たちは美しい魂と素晴らしい声を失った。」とツイートした。番組で彼女を指導したアダム・レヴィーンはInstagramで「私は悲しい、ショックで困惑している。私たちは彼女をとても愛している。」と語った。「The Voice」シーズン9の勝者、ジョーダン・スミスは「スターが消えた。素晴らしい物語は書かれない。」とツイートした。ファイナリストのエイミー・ヴァカルは「ショックで悲しい」とツイートした。クリスティーナが銃撃前に一緒にライブを行ったビフォー・ユー・エグジットは「本日私たちは天使、妹、そして最愛の友人を失った。」とツイートした。
彼女の母は、「事件直後は怒りが収まりませんでしたが、今は怒っていません。でも、神よ、なぜなのかが知りたいんです。」と悲痛な胸の内を語った。

### 追悼式
追悼式は6月17日、彼女が歌手としての成功を叶えるためカリフォルニア州に引っ越すまで、家族で通っていた故郷のニュージャージー州メドフォードにあるフェローシップ・アライアンス教会で営まれた。
追悼式には、彼女の大きな遺影が掲げられ、家族、友人、幼馴染、1500人を超えるファンが集まり、行なわれた。
訪れたファンの1人は「彼女の1番好きだったところは、ファンをただファンとして扱わず、それ以上の存在として接していたこと。彼らのことを知らずとも、まるで家族や友達のように。」とインタビューに応えた。
彼女にまつわる楽しい思い出話も多くあり、場を和ませる場面もあった。
壇上で行なわれた家族のスピーチで、彼女の兄は「クリスティーナがこの世界で生きた証を与えてくれたことを、神に感謝しています。そして、すべての噂は本当です。銃を持った男がやってくると、彼の動きは素早く、すべては一瞬の出来事でした。その時、妹の両腕は広げられ、次に彼女が見たのはキリストだったのでしょう。妹の両腕は(キリストのために)広げられたんです。クリスティーナ、愛している。」と語りかけた。
彼女の母は「私はいつもクリスティーナに愛していると伝えていたの、神を第一に考えなさいと教えていたわ。」と涙ながらに話した。
彼女の父は「彼女を失ったことによる心に開いた穴はとても大きく、永遠に消え去りはしないが、神の存在はその穴を埋めてくれるほど大きいと知っています。それに、私は彼女にまた会えると知っている。すべて聖書に書いてあるとおりだから。彼女は生きていた頃よりも幸福になった。もう傷つかなくてすむのだから。それに、神が決めるプランは、私が決めるプランよりもいつも良いものだ。しかし、私は神と口論した。このような不条理な決断が、私のプランより良いものなのでしょうか、私には分かりません。ですが、あなたを信じるしかないと思います。」と、語った。

### 彼女の死後と事件の影響
2016年6月17日、家族により、メモリアル動画がYouTubeのアカウントに投稿された。
再生回数は、2016年10月15日現在、500万回を超えている。
2017年に任天堂から発売予定の「ゼルダの伝説」の最新作に、彼女へのオマージュとして、キャラクター出演させて欲しいというファンの署名が多数集まった。
署名は75000名以上にも及んでおり、これは生前、彼女がゼルダの伝説の熱狂的なファンであり、度々Twitterなどでもつぶやいていたことから起因するものである。
なお、彼女のYouTubeのアカウント名は「zeldaxlove64 Christina Grimmie」である。
これを受けて任天堂は「私たちも彼女を想う気持ちはあります。現時点で具体的に可能かどうかは決められませんが、皆様の署名を厳粛に受け止めたい」と、TIME紙にて発表した。
クリスティーナの銃殺事件は、コンサート会場のセキュリティを強化するための活動に繋がっている。
また、2004年に発生したオハイオ州コロンバスのライブハウスで、アメリカのヘヴィメタルバンド「ダメージプラン」のコンサートの開始直後に、銃を持った男が演奏中のギタリスト、ダイムバッグ・ダレルに向かって発砲した殺人事件で、彼の実兄のヴィニー・ポールが、2つの事件の類似性を指摘し、「2004年にダレルが射殺された後、すべてのコンサート会場の運営者は、ありとあらゆる危険から、アーティストを守るよう、強く訴えかけたにもかかわらず、このような悲劇が再び起きた。そして、新たなスターの命が失われることになった」と語った。
6月23日、米国のビルボード紙は、すべての銃の購入に関して、厳しい経歴調査を行い、テロの疑いがある人物に関しては、全面的に銃を販売しないという公開状を、国会へ提出したと表明した。
ビルボードの編集者は「こうした危険な人々が銃を得ることができる容易さが、グリミーの殺人と、次の夜、同じくフロリダ州オーランドで発生した銃乱射事件に繋がった。」と述べた。
公開状には、ビリー・ジョエル、シェール、ジェニファー・ロペス、レディー・ガガを含め、約200人の音楽業界の著名人によって署名された。

### 遺作のリリース
2017年2月、彼女の遺作である「Invisible」の音源が、遺族によって公開された。彼女の誕生日にあたる3月12日には「Invisible」のミュージックビデオが公開された。このミュージックビデオではグリミーがアニメーションのキャラクターとして登場している。

## フィルモグラフィー

### 映画
| Year | Film             | Role         | Notes            |
| ---- | ---------------- | ------------ | ---------------- |
| 2016 | The Matchbreaker | Emily Atkins | Independent film |

### テレビ番組
| Year        | Title                  | Role    | Notes                  |
| ----------- | ---------------------- | ------- | ---------------------- |
| 2011        | So Random!             | Herself | -                      |
| 2012        | Power Up               | Herself | Host                   |
| 2012        | Remixed                | Herself | -                      |
| 2012 - 2014 | Dancing with the Stars | Herself | Musical Guest          |
| 2014        | TakePart Live          | Herself | Guest                  |
| 2014        | The Voice              | Herself | Contestant/Performer   |
| 2014        | 2014 Orange Bowl       | Herself | National Anthem Singer |
| 2015        | Drama King             | Herself | Guest                  |
| 2015        | Teens Wanna Know       | Herself | -                      |
| 2015        | VIP for a Day          | Herself | -                      |

## ディスコグラフィ

### スタジオアルバム
| タイトル  | アルバム詳細 | チャート最高位 | チャート最高位 | チャート最高位 |
| タイトル  | アルバム詳細 | US             | US Indie       | BEL (FL)       |
| --------- | --- | -------------- | -------------- | -------------- |
| With Love | - Released: August 6, 2013 - Label: クリエイティヴ・アーティスツ・エージェンシー - Formats: CD, デジタル・ダウンロード | 101            | 20             | 167            |

### EP
| タイトル | アルバム詳細 | チャート最高位 | チャート最高位 | チャート最高位 |
| タイトル | アルバム詳細 | US             | US Indie       | CAN            |
| -------- | --- | -------------- | -------------- | -------------- |
| Find Me  | - Released: June 14, 2011 - Label: クリエイティヴ・アーティスツ・エージェンシー - Formats: CD, デジタル・ダウンロード | 35             | 6              | 44             |
| Side A   | - Released: February 21, 2016 - Label: Independent - Formats: Digital download                                        | —              | 25             | —              |

### シングル

#### As main artist
| "Advice"               | 2011 | —  | 3 | Find Me        |
| "Liar Liar"            | 2011 | 15 | — | Find Me        |
| "Tell My Mama"         | 2013 | —  | — | With Love      |
| "Must Be Love"         | 2014 | —  | 1 | アルバム未収録 |
| "Cliché"               | 2015 | —  | — | TBA            |
| "Shrug"                | 2015 | —  | 5 | TBA            |
| "—" はチャート入りせず |      |    |   |                |

#### As featured artist
| シングル | 年   | チャート最高位 | アルバム                                 |
| シングル | 年   | US             | アルバム                                 |
| --- | ---- | -------------- | ---------------------------------------- |
| "Stay With Me" (Diamond Eyes featuring Christina Grimmie) | 2015 | —              | TBA                                      |
| "Love Song to the Earth" (Paul McCartney, Jon Bon Jovi, Sheryl Crow, Fergie, Colbie Caillat, Natasha Bedingfield, Leona Lewis, Sean Paul, John Rzeznik, Krewella, Angélique Kidjo, Kelsea Ballerini, Nicole Scherzinger, Grimmie, Victoria Justice and Q'orianka Kilcher) | 2015 | —              | —                                        |
| "What a Girl Is" (Dove Cameron featuring Christina Grimmie and Baby Kaely) | 2015 | —              | Liv and Maddie: Music from the TV Series |

### The Voiceからのリリース
| タイトル                         | アルバム詳細                                                                               |
| The Complete Season 6 Collection | - Released: May 20, 2014 - Label: リパブリック・レコード - Formats: デジタル・ダウンロード |
| -------------------------------- | ------------------------------------------------------------------------------------------ |

| "Wrecking Ball"                | —  | —  | マイリー・サイラス                  |
| "I Knew You Were Trouble"      | —  | —  | テイラー・スウィフト                |
| "Counting Stars"               | —  | —  | ワンリパブリック                    |
| "I Won't Give Up"              | —  | —  | ジェイソン・ムラーズ                |
| "Dark Horse"                   | —  | —  | ケイティ・ペリー                    |
| "Hold On, We're Going Home"    | 74 | 64 | ドレイク feat. マジード・ジョーダン |
| "How to Love"                  | 79 | 79 | リル・ウェイン                      |
| "Hide and Seek"                | —  | —  | イモージェン・ヒープ                |
| "Some Nights"                  | —  | —  | FUN.                                |
| "好きにならずにいられない"     | 74 | 68 | エルヴィス・プレスリー              |
| "Somebody That I Used to Know" | 66 | 47 | ゴティエ feat. キンブラ             |
| "—" はチャート入りせず         |    |    |                                     |

### ミュージックビデオ
| 年   | タイトル         | 監督             |
| ---- | ---------------- | ---------------- |
| 2011 | "Advice"         | ショーン・ババス |
| 2013 | "Tell My Mama"   | David Turvey     |
| 2013 | "Feelin' Good"   | N/A              |
| 2015 | "Cliché"         | N/A              |
| 2015 | "What A Girl Is" | N/A              |
| 2015 | "Shrug"          | N/A              |
| 2016 | "Snow White"     | King Hollis      |
| 2016 | "Anybody's You"  | N/A              |
| 2016 | "Deception"      | N/A              |
| 2016 | "Without Him"    | N/A              |

## フィルモグラフィ
| 年   | タイトル                           | 役名              |
| ---- | ---------------------------------- | ----------------- |
| 2011 | So Random!                         | Herself-Performer |
| 2011 | The Click Clique                   | Herself           |
| 2012 | Power Up with Christina Grimmie    | Host              |
| 2012 | Remixed                            | Herself-Performer |
| 2012 | Dancing With the Stars (season 15) | Performer         |
| 2013 | Dancing With the Stars (season 16) | Performer         |
| 2014 | Dancing With the Stars (season 19) | Performer         |
| 2016 | The Matchbreaker                   | Emily Atkins      |

## 受賞とノミネート
| 年   | 賞                            | カテゴリ                         | Work    | 結果       |
| ---- | ----------------------------- | -------------------------------- | ------- | ---------- |
| 2011 | American Music Awards         | New Media Honoree (Female)       | Herself | 受賞       |
| 2011 | Youth Rock Awards 2011        | Rockin’ Indie Artist of the Year | Herself | 受賞       |
| 2012 | Intense Radio's Music Awards  | Best Female Cover Artist         | Herself | 受賞       |
| 2012 | Intense Radio's Talent Awards | Best Female Cover Artist         | Herself | ノミネート |
| 2012 | Intense Radio's Talent Awards | Overall Best Cover Artist        | Herself | ノミネート |
| 2013 | Radio Disney Music Awards     | Biggest Viral Artist             | Herself | ノミネート |
| 2013 | Grimmex Radio's Talent Awards | Best Female Cover Artist         | Herself | ノミネート |
| 2014 | Hollywood Awards              | Viral Superstar                  | Herself | ノミネート |
| 2014 | Teen Choice Awards            | Choice Web Star: Music           | Herself | ノミネート |
| 2015 | Teen Choice Awards            | Choice Web Star: Music           | Herself | ノミネート |
| 2015 | iHeart Radio Rising Star      | iHeart Contest                   |         | 受賞       |
| 2016 | Teen Choice Awards            | Choice Web Star: Music           |         | 受賞       |

## コンサートツアー
Opening acts
- DigiTour - Lancaster PA, Washington D.C., New York NY (2011)
- Selena Gomez & the Scene - We Own the Night Tour (2011)
- セレーナ・ゴメス - Stars Dance Tour (2013)
- IHeartRadio Music Festival - Las Vegas, NV (2015)
- Rachel Platten - The Wildfire Tour (2016)[47]
- ビフォー・ユー・エグジット - All The Lights Tour

Public tours
- The Voice - Summer Tour (2014)
- ビフォー・ユー・エグジット - January and February UK/Europe Tour (2015)